# Monopoly Deal
Monopoly Deal ist ein Kartenspiel, das auf dem Brettspiel Monopoly aufbaut. Das Spiel erschien 2009 als eigenständiges Spiel bei dem Spielzeugverlag Hasbro und wurde später von verschiedenen Verlagen international aufgelegt. Beim À-la-carte-Kartenspielpreis 2009 wurde das Spiel auf den sechsten Platz gewählt.

## Ausstattung
Das Spiel besteht neben der Spielanleitung und 4 Karten mit den Kurzregeln aus 106 Karten verschiedenen Typs. Im Mittelpunkt stehen 28 Straßenkarten, die den Straßen, Bahnhöfen und Versorgungswerken des klassischen Monopoly entsprechen, und die 11 Joker-Grundstückkarten, die in den abzulegenden Sets eingebaut werden können. Hinzu kommen 42 Ereigniskarten, 3 Häuser- und 2 Hotelkarten sowie 20 Geldkarten mit Werten von 1 M bis 10 M.

## Spielweise
Das Spiel baut inhaltlich auf Monopoly auf, wobei das Hauptziel darin besteht, drei komplette Straßensets in die eigene Auslage zu bekommen und damit das Spiel zu gewinnen. Zur Spielvorbereitung werden die Karten gut durchgemischt, danach werden an jeden Mitspieler je fünf Karten ausgeteilt. Die Spieler nehmen diese Karten auf die Hand, ohne dass sie sie ihren Mitspielern zeigen. Die restlichen Karten werden als Nachziehstapel in die Spielmitte gelegt, daneben entsteht im Laufe des Spiels ein Ablagestapel.
Das Spiel beginnt mit einem Startspieler (nach den Regeln dem jüngsten Spieler), danach spielen alle Spieler im Uhrzeigersinn. Der jeweils aktive Spieler zieht zu Beginn seines Zuges zwei Karten vom Nachziehstapel (oder fünf, falls er zu Beginn seines Zuges keine Karten mehr auf der Hand hat). Danach kann er bis zu drei Karten aus der Hand ausspielen. Dabei hat er für jede der drei Karten und unabhängig voneinander drei Möglichkeiten:
1. Bargeld ausspielen: Der Spieler legt eine Geldkarte offen in seine Auslage. Dabei kann er entweder eine echte Geldkarte nehmen oder eine Ereigniskarte, die dann allerdings für den Rest des Spiels nur ihren Geldwert zählt.
2. Straßenkarte ausspielen: Der Spieler legt eine Straßenkarte beliebiger Farbe in seine Auslage. Hat er bereits Karten der gleichen Farbe ausliegen, legt er diese auf die bereits ausliegenden Karten. Statt einer echten Straßenkarte kann er stets auch eine Jokerkarte ausspielen und diese gegebenenfalls an ein bestehendes Deck anlegen. Dabei gibt es zwei Typen von Jokern: entweder zeigt der Joker zwei Farben und kann entsprechend für eine dieser Farben genutzt werden, oder er zeigt alle Farben und kann beliebig genutzt werden.
3. Ereigniskarte ausspielen: Der Spieler wählt eine Ereigniskarte und liest sie laut vor, der Text wird befolgt und die Karte kommt auf den Ablagestapel. Mit Hilfe der Ereigniskarten kann ein Spieler zusätzliche Karten erhalten („über Los gehen“), sowie Straßenkarten oder Geld von den Gegnern bekommen. Auch die Miete für seine ausliegenden Straßen bekommt ein Spieler durch die Ereigniskarten, dabei entscheidet die Anzahl der ausliegenden Straßenkarten und ihr Wert über die fällige Mietzahlung, die entweder von einem oder von allen Gegnern geleistet werden muss. Besondere Ereigniskarten sind die Häuser- und Hotelkarten, die jeweils an ein Straßenset angelegt werden und die zu zahlenden Mieten für diese Sets stark erhöhen.

Immer, wenn ein Spieler Geld bezahlen muss, kann er dieses nur durch Karten seiner Auslage tun. Dabei kann er den zu zahlenden Betrag entweder über das ausliegende Bargeld oder durch den Wert der Straßenkarten entsprechend dem Aufdruck oder auf beide Arten gemischt begleichen. Kann ein Spieler mit seiner Auslage nicht die vollständige Summe begleichen, zahlt er so viel, wie er kann, Schulden gibt es nicht. Allerdings gibt es auch kein Rückgeld, das bei Überzahlungen zurückgezahlt wird.
Das Spiel endet, sobald ein Spieler drei vollständige Straßensets unterschiedlicher Farben in seiner Auslage liegen hat und dies am Ende seines Zuges laut mitteilt. Dieser Spieler gewinnt das Spiel.

## Ausgaben
Das Spiel Monopoly Deal wurde von Hasbro auf der Basis des Spiels Monopoly entwickelt und 2008 unter der Marke Parker Brothers in mehreren Sprachversionen veröffentlicht. Kurz darauf erschien es auch direkt mit der Markenbezeichnung Hasbro. In den Folgejahren gab es zahlreiche weitere Ausgaben in zahlreichen Sprachversionen und mit unterschiedlichen Themen. In Deutschland erschien das Spiel beispielsweise in einer Disney-Ausgabe bei ASS Altenburger zusammen mit Cartamundi. Cartamundi veröffentlichte zudem neben mehreren internationalen Ausgaben eine London-Edition in englischer Sprache und Hasbro arbeitete zusammen mit Coca-Cola an einer Coca-Cola-Hongkong-Ausgabe.
Im Rahmen einer Zusammenarbeit von Hasbro mit der Rewe Group wurde in einer Aktion vom 19. November bis zum 15. Dezember 2018 eine Version mit einem auf 55 Karten (inkl. der 4 Spielanleitungskarten) reduzierten Kartendeck als Monopoly Deal Pocket gratis bei einem Einkauf in einem Rewe-Supermarkt an Kunden verteilt. Die Pocket Version kann nur mit zwei bis drei Spielern gespielt werden. Der Hintergrund der Packung ist grün (statt blau), außerdem ist auf der Rückseite 'REWE' aufgedruckt. Das 'Pocket' steht nicht auf der Verpackung.
Für Monopoly Deal gibt es zudem Umsetzungen als Computerspiel, etwa für die Xbox One und die PlayStation 3 und 4.

## Belege
1. 1 2 3 4 5 6  Monopoly Deal, Spielregeln der deutschen Ausgabe von Hasbro, 2018.
2. ↑  Versionen von Monopoly Deal in der Spieledatenbank BoardGameGeek; abgerufen am 24. November 2019
3. ↑  GRATIS Kartenspiel bei Rewe ab 30€ Einkaufswert (19.11.-15.12.2018) bei dealdoktor.de; abgerufen am 24. November 2019
4. ↑  Monopoly Deal bei microsoft.com; abgerufen am 24. November 2019
5. ↑  Monopoly Deal bei playstation.com; abgerufen am 24. November 2019